# Ричард, Александр
Александр Ричард (нем. Alexander Ritschard; род. 24 марта 1994, Цюрих) — швейцарский теннисист, в 2018—2022 годах выступавший за США. Победитель четырёх турниров ATP Challenger в одиночном разряде; и победитель шести турниров ITF (5 — в одиночном разряде).

## Общая информация
Родился 24 марта 1994 года в Цюрихе, в Швейцарии.
Ричард учился в Виргинском университете в Шарлотсвилле (Виргиния, США), который окончил в 2017 году.
В апреле 2018 года Ричард начал представлять США на спортивных соревнованиях. 28 февраля 2022 года он решил снова выступать за Швейцарию.

## Спортивная карьера
В 2018—2024 годах стал победителем четырёх турниров ATP серии «челленджер» и пяти турниров ITF серии «фьючерс» в одиночном разряде.
И в 2019 году стал победителем ещё одного турнира ITF серии «фьючерс» в парном разряде.

### 2022
В конце июня 2022 года пробился через квалификацию в основную сетку одиночного разряда Уимблдонского турнира, где он в первом круге за четыре сета проиграл греку Стефаносу Циципасу со счётом 6-7(1), 3-6, 7-5, 4-6.
В конце августа 2022 года пробился через квалификацию в основную сетку одиночного разряда Открытого чемпионата США, где он в первом круге за четыре сета проиграл канадцу Феликсу Оже-Альяссиму со счётом 3-6, 4-6, 6-3, 3-6.
В октябре 2022 года стал победителем одиночного турнира категории ATP Challenger Hamburg Ladies & Gents Cup в Гамбурге (Германия), где он в финале победил соотечественника Хенри Лааксонена со счётом 7-5, 6-5, отказ Лааксонена.